# Parafia św. Jana Ewangelisty w Pisarzowej
Parafia św Jana Ewangelisty w Pisarzowej – parafia rzymskokatolicka, należąca do dekanatu limanowskiego w diecezji tarnowskiej. Opiekę nad nią sprawują księża diecezjalni. 

## O parafii
Parafia erygowana została ok. 1336 i była samodzielna przez cały czas poza latami 1350–1354, kiedy to przyłączono ją do parafii w Męcinie. W 1478 wzniesiono tu pierwszy drewniany kościół w stylu gotyckim, który został rozebrany na skutek postępującego zniszczenia. Nowy kościół wzniesiono w 1713 i służy parafianom do dziś. Funkcję kościoła parafialnego spełnia zabytkowa drewniana świątynia pod wezwaniem św. Jana Ewangelisty. Ponadto parafia opiekuje się również kaplicą cmentarną. 
Odpust parafialny obchodzony jest w niedzielę po 6 maja. 
Z parafii wywodzi się bp Mirosław Gucwa, od 2018 r. biskup diecezjalny Bouar w Republice Środkowoafrykańskiej. 

## Proboszczowie
- ks. Ludwik Wrębski, 1911–1936[3]
- ks. Józef Rusek, 1936–1974[4]
- ks. Adam Gul, 1974–2008[5]
- ks. Andrzej Bąk, 2008–2024[6]
- ks. Sławomir Szyszka, 2025 – obecnie[7][8]